# هيكتور رودريغيز
هيكتور رودريغيز (بالإسبانية: Héctor Rodríguez Peña) (22 أكتوبر 1968 مونتفيدو الأوروغواي - ) هو لاعب كرة قدم أوروغواني يلعب كمدافع.

## روابط خارجية
- هيكتور رودريغيز على موقع الاتحاد الدولي (مؤرشف)  (الإنجليزية)
- هيكتور رودريغيز على موقع قاعدة بيانات كرة القدم.إي يو (الإنجليزية)
- هيكتور رودريغيز على موقع ناشيونال فوتبول تيمز (الإنجليزية)